# Manga (futbolista)
Haílton Corrêa de Arruda, conocido como Manga (Recife, 26 de abril de 1937-Río de Janeiro, 8 de abril de 2025) fue un futbolista brasileño que jugaba como guardameta. Triunfó en varios equipos de Brasil, ganando varios campeonatos estaduales y dos campeonatos nacionales. Fue campeón de la Copa Libertadores de América y la Copa Intercontinental con el Club Nacional de Football de Uruguay en 1971. Con la Selección brasilera participó de la  Copa Mundial de 1966.
Fue internacional con la Selección de fútbol de Brasil durante la Copa Mundial de 1966, en la cual disputó solamente un partido. 
El 30 de mayo de 1973, jugando para Nacional por el Campeonato Ciudad de Montevideo frente al Racing de Montevideo, es autor de un gol de arco a arco. Saca de su arco con el pie, la pelota se eleva y pica frente al guardameta rival. La pelota lo pasa y entra al arco sin que ningún jugador la toque.
Logró mantener su arco imbatido durante 612 minutos en la Libertadores 1971: el 14 de marzo recibió un gol a los 43 minutos de Luis Fernando Bastida de The Strongest en Bolivia, luego mantuvo su arco invicto durante seis partidos consecutivos (ante The Strongest en Uruguay el 20 de marzo, ante Chaco Petrolero en Uruguay el 23 de marzo, ante Peñarol en Uruguay el 30 de marzo, ante Universitario en Perú el 22 de abril, ante Palmeiras en Brasil el 2 de mayo, y finalmente ante Universitario en Uruguay el 11 de mayo), para volver a recibir un gol ante Palmeiras de César Maluco a los 25 minutos de partido, el 18 de mayo en Uruguay. Sus 612 minutos de imbatibilidad son el récord de Nacional en competiciones internacionales.
Falleció el 8 de abril de 2025 a los 87 años de edad.

## Carrera en Botafogo
Destacó en el Botafogo de la década de 1960, donde jugó durante diez años, habiendo disputado el Mundial de 1966, en Inglaterra, como titular. Solía decir que en los partidos contra Flamengo, gastaba por adelantado el monto del premio por la victoria sobre su rival, tal era la certeza del atleta de un marcador favorable para su equipo. Dijo que "la leche de los niños ya estaba garantizada".
Fue el mejor portero de la historia del Botafogo. Rápido a la hora de devolver el balón y ágil bajo los postes, hizo muchos milagros para ser considerado Glorioso. En el equipo de General Severiano, levantó cuatro Campeonatos Carioca y tres Torneos Rio-São Paulo y el Torneo Intercontinental de París. El portero debutó con el club en julio de 1959, con 22 años. Debido a su estilo atrevido, sus manos se deformaban de tanto trabajo. 8 años después, fue negociado con Nacional de Uruguay, acusado de haberse vendido a Castor de Andrade, patrón de Bangu. En total fueron 442 partidos defendiendo la camiseta albinegra, encajando 394 goles.

## Uruguay y la dupla Gre-Nal
Manga llegó a Uruguay en contra de su voluntad. En ese momento, su esposa no acompañó a su esposo al exterior y decidió regresar con los niños a Recife.  Quería quedarse en Brasil y ya tenía planeado irse al Atlético Mineiro. La transacción, sin embargo, no evolucionó y terminó yendo a Nacional de Montevideo. En Nacional , desde su debut, el 7 de septiembre de 1968, tuvo su valla invicta durante 339 minutos sin que le convirtieran un gol.  Allí, fue tetra campeón uruguayo y una vez campeón de la Copa Libertadores y de la Copa Intercontinental.
También destacó en el Internacional de Porto Alegre de 1975 y 1976, siendo campeón de Brasil en esos años y convirtiéndose en uno de los mayores ídolos de la historia del club. En 1975, cuando la selección de Colorado llegó a la final del Campeonato Brasileño, el portero tenía dos dedos de la mano rotos, se quitó la escayola y se fue al partido.  Manga considera que la parada más difícil de su carrera fue una patada del lateral derecho Nelinho del Cruzeiro en la final de Brasileirão de 1975.  Los Colorados no olvidan su magnífica defensa formada por Manga, Cláudio, el chileno Elías Figueroa, Hermínio y Vacaria. 
En 1976, el Teniente Raúl Carlesso y el Capitán Reginaldo Pontes Bielinski, ambos profesores de la Escuela de Educación Física del Ejército, crearon el "Día del Portero" en Brasil.
Luego jugó para Operário-MS (1977), Coritiba (1978) y Grêmio (1978 - 1979). Los fanáticos de Grêmio extrañan la sólida retaguardia con Manga, Eurico, Ancheta, Vantuir y Dirceu. Por primera vez en muchos años, los tradicionales rivales del fútbol gauchesco pudieron declinar la alineación de su equipo nombrando a un mismo jugador. Hubo un acuerdo tácito entre el dúo Gre-Nal de que un club no ficharía a un jugador que había jugado para sus rivales. Este acuerdo se rompió, acusan los Colorados, cuando Grêmio contrató a Manga. Grêmio se defiende alegando que la prohibición era adquirir el pase de un jugador directamente del Internacional. Como en ese momento Manga jugaba en el Coritiba, el acuerdo tácito no se habría roto. Lo cierto es que, a partir de entonces, varios jugadores pasaron del Inter al Grêmio y viceversa.
En Ecuador, donde terminó su carrera en 1982, a los 45 años donde fue campeón nacional en 1981 con el Barcelona de Guayaquil.

## Participaciones en Copas del Mundo
| Mundial              | Sede       | Resultado    | PJ |
| -------------------- | ---------- | ------------ | -- |
| Copa Mundial de 1966 | Inglaterra | Primera fase | 1  |

## Clubes
| Equipo        | Estado  | Año       |
| ------------- | ------- | --------- |
| Sport Recife  | Brasil  | 1955-1959 |
| Botafogo      | Brasil  | 1959-1968 |
| Nacional      | Uruguay | 1968-1974 |
| Internacional | Brasil  | 1974-1976 |
| Operário      | Brasil  | 1977-1978 |
| Coritiba      | Brasil  | 1978      |
| Grêmio        | Brasil  | 1979      |
| Barcelona     | Ecuador | 1980-1982 |

## Palmarés

### Campeonatos estaduales
| Título                   | Equipo        | Estado             | Año  |
| ------------------------ | ------------- | ------------------ | ---- |
| Campeonato Pernambucano  | Sport Recife  | Pernambuco         | 1958 |
| Campeonato Carioca       | Botafogo      | Río de Janeiro     | 1961 |
| Campeonato Carioca (2)   | Botafogo      | Río de Janeiro     | 1962 |
| Campeonato Carioca (3)   | Botafogo      | Río de Janeiro     | 1967 |
| Campeonato Gaúcho        | Internacional | Río Grande del Sur | 1974 |
| Campeonato Gaúcho (2)    | Internacional | Río Grande del Sur | 1975 |
| Campeonato Gaúcho (3)    | Internacional | Río Grande del Sur | 1976 |
| Campeonato Matogrossense | Operário      | Mato Grosso        | 1977 |
| Campeonato Paranaense    | Coritiba      | Paraná             | 1978 |
| Campeonato Gaúcho (4)    | Grêmio        | Río Grande del Sur | 1979 |

### Campeonatos nacionales
| Título                  | Equipo        | País    | Año  |
| ----------------------- | ------------- | ------- | ---- |
| Campeonato Uruguayo     | Nacional      | Uruguay | 1969 |
| Campeonato Uruguayo (2) | Nacional      | Uruguay | 1970 |
| Campeonato Uruguayo (3) | Nacional      | Uruguay | 1971 |
| Campeonato Uruguayo (4) | Nacional      | Uruguay | 1972 |
| Serie A                 | Internacional | Brasil  | 1975 |
| Serie A (2)             | Internacional | Brasil  | 1976 |
| Serie A                 | Barcelona     | Ecuador | 1980 |
| Serie A (2)             | Barcelona     | Ecuador | 1981 |

### Copas internacionales
| Título                | Equipo   | Sede       | Año  |
| --------------------- | -------- | ---------- | ---- |
| Copa Libertadores     | Nacional | Lima       | 1971 |
| Copa Intercontinental | Nacional | Montevideo | 1971 |
| Copa Interamericana   | Nacional | Montevideo | 1972 |